# Bernard de Garves
Bernard de Garves (Sainte-Livrade, 1260/1270 – Avignone, 1328) è stato un cardinale francese.

## Biografia
Il suo cognome è spesso riportato nei documenti come Garvo, Garve e Jarre ed era parente di papa Clemente V.
Verso il 1307 era arcidiacono del capitolo della  cattedrale di Coutances; ricevette gli ordini minori quando fu promosso cardinale.
Fu nominato cardinale nel concistoro del 19 dicembre 1310 con la diaconia di Sant'Agata dei Goti. Partecipò al conclave del 1314-1316, che elesse papa Giovanni XXII. Successivamente optò per l'ordine dei cardinali-presbiteri e per il titolo di San Clemente.
Morì nel 1328 ad Avignone e fu sepolto nella chiesa del Francescani.